# Santa grotta di Covadonga

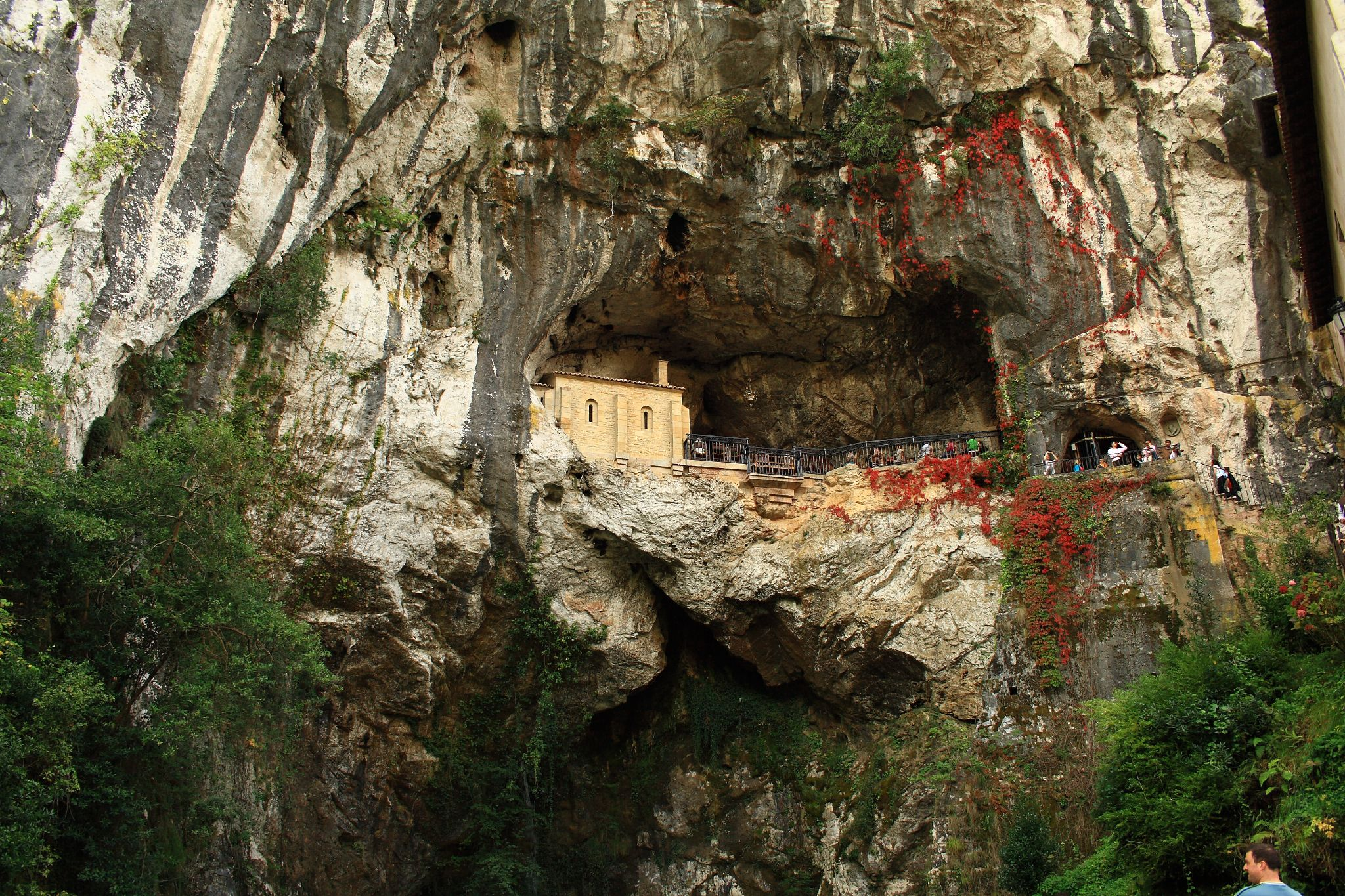
Santa grotta di Covadonga

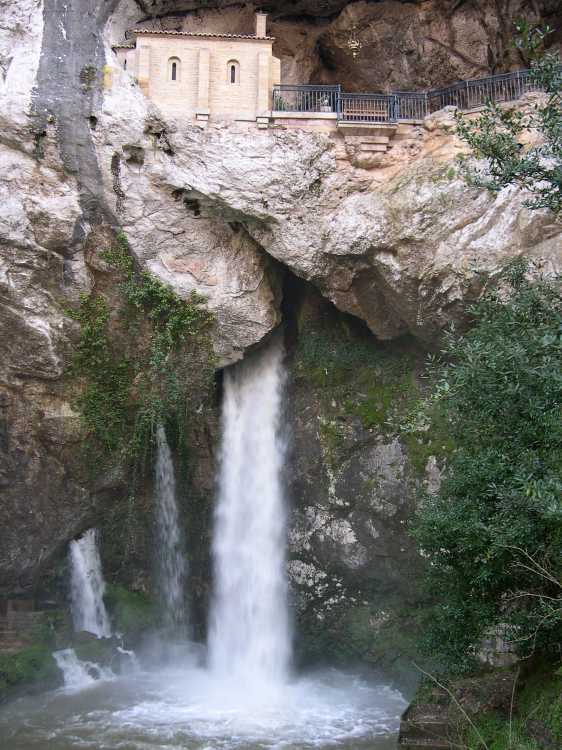
Santa grotta di Covadonga con cascata

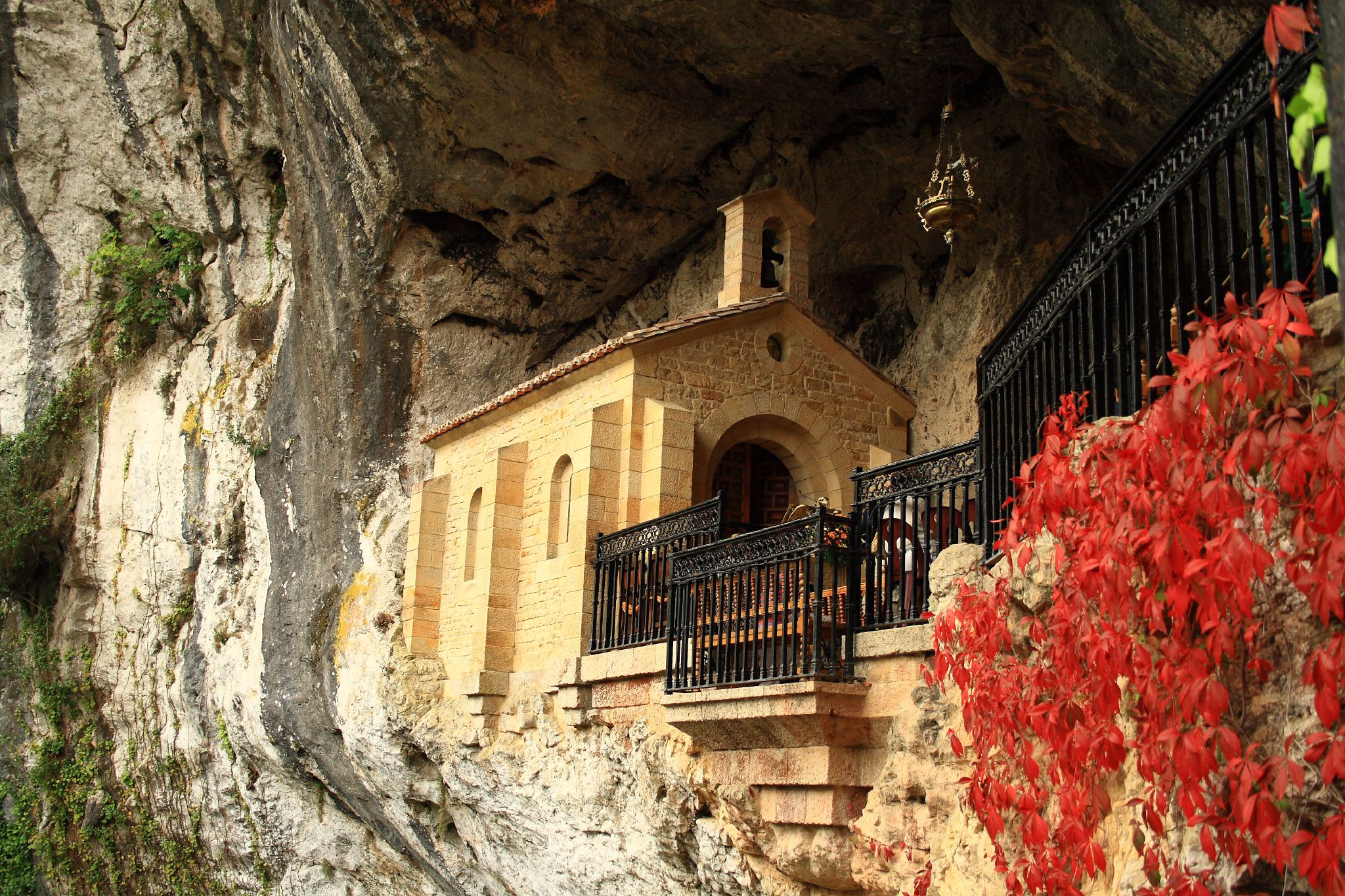
La cappella vista anteriormente

La Santa grotta di Covadonga (in spagnolo: Santa Cueva de Covadonga) è un santuario cattolico costruito in una grotta del Monte Auseva, situato nel Parco nazionale dei Picos de Europa, vicino al paese di Cangas de Onís, nelle Asturie, in Spagna.

## Etimologia
Il significato di «Covadonga»,è anteriore a «Cova de onnica» e significa la "fonte della grotta". Il suffisso onnika, fonte, deriva dal celtico onna, "río", e si conforma a numerosi toponimi della zona come Isongo "fonte dell'Is", Triongo "tre fonti", Candongo "fonte blanca", etc..

## Pantheon reale di Covadonga
I reali che hanno ricevuto sepoltura a Covadonga, furono i seguenti:
- Pelagio delle Asturie (¿?-737), primo re delle Asturie;
- La regina Gaudiosa, sposa di Pelagio delle Asturie;
- Una sorella del re Pelagio delle Asturie.
- Alfonso I delle Asturie (693-757), terzo re delle Asturie e figlio di Pedro di Cantabria, duca di Cantabria;
- La regina Ermesinda, sposa di Alfonso I delle Asturie, figlia del re Pelagio delle Asturie e della regina Gaudiosa, e sorella del re Favila.